# تركي بن خالد السديري
الأمير تركي بن خالد بن أحمد السديري وهو واحد من أهم الأشخاص بالمملكة حيث تولى العديد من المناصب والعضويات وشارك بالعديد من المؤتمرات التي أقيمت بداخل المملكة وبخارجها، وزير دولة عضو مجلس الوزراء ورئيس ديوان الخدمة المدنية، ثم رئيس لهيئة حقوق الإنسان بالمملكة العربية السعودية بمرتبة وزير. والده الأمير خالد بن أحمد بن محمد السديري خال الملك فهد والملك سلمان وأشقاؤه.

## نسبه وولادته
هو تركي بن خالد بن أحمد بن محمد بن أحمد الكبير بن محمد بن تركي السديري ولد في عام 1936 م / 1355 هـ في أبها في المملكة العربية السعودية، أما عن نسبه من السدارى، من البدارين، من آل زايد، من الدواسر.
والده هو الأمير خالد بن أحمد السديري أحد أبناء الأمير أحمد بن محمد بن أحمد السديري، كان أميرا لعدة مناطق منها: نجران ، وأحد أبرز وأشجع قياديي الجيش في عهد الملك عبد العزيز آل سعود.

## المؤهلات العلمية
- درس المراحل التعليمية الأولية في جازان ثم الدمام.
- أتم المرحلة المتوسطة بالكلية الدولية بالجامعة الأمريكية بلبنان.
- أتم المرحلة الثانوية ما بين لبنان وبريطانيا.
- حصل على شهادة البكالوريوس في العلوم السياسية من الولايات المتحدة الأمريكية في عام 1382 هـ / 1962 م.

## المناصب التي تولاها
- 1382هـ / 1962 م، أنشأ قسم المؤتمرات والعلاقات الدولية بوزارة التجارة.
- 1384هـ / 1964 م، عين وكيلا لمصلحة الإحصاءات العامة بوزارة المالية. [2]
- 1386هـ / 1966 م، كلف بإنشاء الإدارة المركزية للتنظيم والإدارة بوزارة المالية والاقتصاد الوطني تماشيا مع برنامج الإصلاح الإداري الذي تبنته الدولة عام 1383هـ / 1963 م. [1]
- 1391 هـ نقل من وزارة المالية والاقتصاد الوطني إلى ديوان الموظفين العام نائبا لرئيس الديوان.
- 1407 هـ عين وزيرا للدولة عضو مجلس الوزراء ورئيسا لديوان الخدمة المدنية.[3]
- 1415 هـ / 1995 م، تقاعد.
- اشترك أثناء خدمته في مؤتمرات محلية ودولية داخل وخارج المملكة وكذلك عضو مجلس الخدمة المدنية، وعضوية مجالس وهيئات حكومية كاللجنة العليا للإصلاح الإداري، والمجلس الأعلى للتعليم العالي، وعدد من مجالس الجامعات.
- 1426هـ / 2006 م، عين رئيسا لهيئة حقوق الإنسان لمدة أربعة سنوات وتقدم باستقالته وأُعفي من منصبه بناءً على طلبة عام 2009م. [4]

## زوجاته
- الأميرة شيخة بنت عبد الرحمن بن أحمد السديري والدة زياد، ثامر، بدر، شريفة، وماجدة.

## أبناؤه
- زياد بن تركي بن خالد السديري. متزوج فهدة بنت عبد الله السعدون وله من الأبناء: مشاري، وبسمة، وشروق، ونورة، وسلمان، وتركي.
- ثامر بن تركي بن خالد السديري متزوج.
- بدر بن تركي بن خالد السديري. متزوج من أسرة السبهان من قبيلة شمر من حائل.
- الأميرة ماجدة بنت تركي بن خالد السديري. متزوجة من الأمير طلال بن عبد العزيز آل سعود ولها من الأبناء: الأمير عبد العزيز، والأمير عبد الرحمن، والأمير منصور، والأمير محمد، والأمير مشهور، والأميرة الجوهرة، والأميرة مها، والأميرة هبة.
- شريفة بنت تركي بن خالد السديري. متزوجة من محمد بن إبراهيم بن سليمان أبونيان ولها من الأبناء: فهد، ونورة، وماجدة، وفهدة (متزوجة من الأمير هاشم بن الحسين).